# Otto Protzen

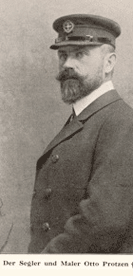
Otto Protzen

Otto Protzen (* 24. März 1868 in Berlin; † 22. Juli 1925 ebenda) war ein deutscher Segler, Ruderer, Schriftsteller, Illustrator und Landschaftsmaler bzw. -radierer.

## Leben
Otto Protzen war der älteste Sohn eines Teppichfabrikanten von der Berliner Stralauer Halbinsel. Nach dem Besuch des Königlichen Französischen Gymnasiums in Berlin, das er mit „mittelmäßigem Erfolg“ abschloss und einer vom Vater verordneten, eher lustlos betriebenen kaufmännischen Ausbildung, studierte er an der Berliner Kunstakademie bei Eugen Bracht und Hans Meyer (1846–1919) und war dann lange Jahre Vorsitzender der Freien Vereinigung der Graphiker e. V. in Berlin.
Otto Protzen war Mitglied im Verein Seglerhaus am Wannsee und gewann als Steuermann der Sonderklasse-Yacht Wannsee 1900 erstmals den Kaiser Wilhelm-Pokal auf der Kieler Woche. Bis zu seinem Rückzug aus dem Regattasegeln 1911 errang er 110 Siege. Sechsmal überreichte ihm der befreundete Kaiser Wilhelm II. den renommierten Samoa-Pokal. Nach der ersten Regatta vor Marblehead 1906, bei der auch Protzen einen Preis gewann, lud ihn USA-Präsident Roosevelt zum Frühstück. 1922 wurde Protzen zum Ehrenmitglied des Vereins ernannt.
Über viele Jahre war Protzen Herausgeber der 1904 erstmals erschienenen Zeitschrift „Yacht“.
Protzen war auch Mitglied im „Verein der Touren-Ruderer Berlin“ und mit dessen Gründer Friedrich Eduard Keller befreundet. Im Ruderboot unternahm er viele Reisen und malte oder zeichnete die gefundenen Motive. Er entwarf und konstruierte auch eigene Ruderboote, die er wie auch eigene Regattasegler vom Hamburger Konstrukteur Max Oertz bauen ließ. 
So fuhr Protzen 1895 im besegelten Ruderboot Ellida, einem der ersten, das aus dem damals neuartigen und teuren Baustoff Aluminium bestand und dessen Teile von der Berliner Kunstschmiedefirma des Vereinskameraden Eduard Puls hergestellt wurden, von Berlin über Havel und Elbe zu den Eröffnungsfeierlichkeiten des Nord-Ostsee-Kanals und über Lübeck, Wismar, Schwerin, Waren und Oranienburg zurück. Auch Erstbefahrungen bis dahin touristisch unerschlossener Flüsse gehen auf sein Konto, z. B. 1890/92 zusammen mit Friedrich Eduard Keller den Wallensteingraben in Mecklenburg, 1892 die damals noch unregulierte Ilmenau und 1893 die Lausitzer Neiße ab Forst im Einskuller.
Von 1902 bis zu seinem Tod war er außerordentliches Mitglied im Akademischen Segler-Verein in Berlin.
In seiner Autobiographie deutet Protzen an, sich 1914 freiwillig zum Landsturm gemeldet zu haben, obwohl er mit 46 Jahren schon zu alt dafür war. Sein steifes linkes Bein und ein im Lauf der Jahre eingetretener Hörschaden am rechten Ohr machten ihn aber wehruntauglich.
Nachdem deutsche Truppen während des Ersten Weltkrieges im Herbst 1916 Rumänien besetzt hatten und die Donau damit auf fast der gesamten Länge von den Mittelmächten kontrolliert wurde, startete Protzen in einem selbst gebauten Boot, das Eigenschaften eines Canadiers und eines Kajaks vereinte, als „Kriegsberichterstatter für die Arbeit hinter der Front“ zu einer Donaufahrt. Sie begann im Frühsommer 1917 in Donaueschingen und endete nach vier Monaten im rumänischen Brăila (das nahe Donaudelta blieb ihm verschlossen, weil hier die Front verlief). Das 1922 erschienene Buch über diese Fahrt leitete die wassersportliche Erschließung der Donau ein (Vorläufer wie die 1891 von Francis Davis Millet, Poultney Bigelow und Alfred Parsons durchgeführte Fahrt auf der Donau waren Protzen nicht bekannt). Die heutige Donau-Wanderfahrt Tour International Danubien wurzelt auf der publizistischen Vorarbeit Protzens.
Andeutungen im Vorwort seiner Autobiographie „Vierzig Jahre auf dem Wasser“ lassen darauf schließen, dass Protzen in der Inflation der Nachkriegsjahre sein ganzes Vermögen verlor.
Otto Protzen starb 1925 an Krebs.

## Familie
Protzen war verheiratet mit Tilli Protzen, geb. Lange, aus Olpenitz. Er lebte mit ihr und den Kindern in einer Villa am Berliner Wannsee. Aus der Ehe gingen die Kinder Else (geb. 1896), Hans (geb. 1897) und Anneliese (geb. 1905) hervor. Sein jüngerer Bruder Walter Protzen war 1911 Mitbegründer des „Deutschen Kreuzer-Yacht-Verbandes“, erfolgreicher Fahrtensegler und Yachtkonstrukteur.

## Schriften
- Eine Ostsee-Reise im Einskuller. Verlag A. Braun & Co. Berlin 1894, außerdem als Artikelserie erschienen in der Zeitschrift „Wassersport“ 1894, 1895 und 1898; neu abgedruckt in der Zeitschrift „Seekajak“:
  - Teil 1: „Seekajak“ 43/1994, S. 63–64
  - Teil 2: „Seekajak“ 45/1994, S. 51–56
  - Teil 3: „Seekajak“ 46/1994, S. 60–63
  - Teil 4: „Seekajak“ 48/1995, S. 62–64
- Eine Studien-Fahrt. Drei Monate im Ruderboot auf Deutschlands Gewässern. Deutsche Verlags-Anstalt Stuttgart und Leipzig 1900
- Yachtbau und Yachtsegeln. Eine Anleitung zum Ankauf, zur Instandhaltung und zum Segeln von kleinen Booten und Yachten. Autoren: Peter Haentjens und Alfred Techow, illustriert von Otto Protzen. (= Yacht-Bibliothek, hrsg. von der Redaktion der Zeitschrift „Die Yacht“, Bd. II) Verlag Dr. Wedekind & Co. Berlin 1908
- Dreißig Jahre auf dem Wasser. Aus den Logbüchern und Studien-Mappen von Otto Protzen. (= Yacht-Bibliothek, hrsg. von der Redaktion der Zeitschrift „Die Yacht“, Bd. IV) Verlag Dr. Wedekind & Co. Berlin 1911
- Die Kunst des Segelns. Autoren: Peter Haentjes und Dr. C. Hüttner, illustriert von Otto Protzen. (= Yacht-Bibliothek, hrsg. von der Redaktion der Zeitschrift „Die Yacht“, Bd. IX) Verlag Dr. Wedekind & Co. Berlin 1914, als Reprint neu aufgelegt Salzwasser-Verlag Bremen 2010, ISBN 978-3-86195-324-1
- Das Segeln auf klassischen Jachten. Berlin 1914, neu aufgelegt vom Europäischen Hochschulverlag Bremen/Oxford 2011, ISBN 978-3-86741-727-3
- Vom Schwarzwald zum Schwarzen Meer: Eine Kriegsfahrt im Kayak donauabwärts. Mit einer Übersichtskarte und einer Kajak-Bauzeichnung. Georg Westermann Verlag Braunschweig/Hamburg 1922
- Der Rudersport – Wanderrudern und Paddeln (Mitautor: Robert Rauscher). Mit 7 Bauzeichnungen, 7 erläuternden Skizzen und 20 Abbildungen. (= Westermanns Sportbücherei, Bd. 3) Georg Westermann Verlag Braunschweig/Hamburg 1923
- Vierzig Jahre auf dem Wasser. Aus den Logbüchern und Studienmappen von Otto Protzen. Georg Westermann Verlag Braunschweig/Hamburg 1924, neu aufgelegt von Quick Maritim Medien Rechlin 2011, ISBN 978-3-9808910-4-2
- Die Geschichte unseres Seglerhauses. Selbstverlag des Vereins Seglerhaus am Wannsee 1924, ergänzter Nachdruck unter dem Titel Herrensegler. Die Geschichte unseres Seglerhauses. Book on Demand 2010, ISBN 978-3-8391-8342-7